# Paixão Bastos
José da Paixão de Carvalho Bastos (14 de Abril de 1870 — 13 de Dezembro de 1947), foi um escritor e jornalista português. Assinava os seus trabalhos jornalísticos e histórico-literários como Paixão Bastos.

## Biografia
Nasceu no coração da vila da Póvoa de Lanhoso, filho de João António de Carvalho Bastos e de D. Maria do Rosário Joaquina da Costa Pereira. O seu pai foi um dos grandes comerciantes de Braga no século XIX, tendo possuído vários estabelecimentos e comercializando mercearias, roupas e viagens (era representante da Mala Real Inglesa), para além de ser delegado local de companhias seguradoras e bancos, entre os quais o Banco de Portugal.
O casal tinha cinco filhos, três rapazes e duas raparigas (Albino Osório de Carvalho Bastos, Maria Amélia de Carvalho Bastos, Paixão Bastos, Maria Genoveva de Carvalho Bastos e João Albino de Carvalho Bastos).
Paixão Bastos concluiu os estudos básicos na terra natal, numa escola construída pelo Conde de Ferreira. Pelos onze anos, os pais ainda pensaram em o fazer emigrar para o Brasil, ao cuidado de familiares que tinham comércio na cidade do Rio de Janeiro mas, dada a fraca estatura do rapaz, preferiram enviá-lo para a cidade de Braga.
Queriam que fosse padre e por isso, nos dois primeiros anos, estudou no Colégio Académico de Guadalupe, ligado à Igreja. Aos catorze anos, porém, o rapaz decidiu que a vida de clérigo não era o que para si desejava, pelo que se transferiu para o Liceu da cidade. Demonstrou desde muito cedo profundas inclinações liberais e republicanas, das quais fez eco em vários jornais, nos quais passou a colaborar.
A partir dos dezassete anos tornou-se um boémio. Dedicou-se ao teatro, às serenatas e às andanças nocturnas pela cidade dos arcebispos. Quando não vagabundevava, acompanhado por amigos, entre os quais se destacavam algumas das figuras intelectuais de referência no distrito dessa época, dedicou-se ao jornalismo, tornando-se colaborador de semanários daquela cidade. O resultado de tudo isto é que, aos 23 anos de idade, ainda não tinha concluído os "preparatórios", faltando-lhe aprovação à disciplina de Latim.
Desentendido com seu pai, que não via os resultados práticos do investimento que vinha fazendo com os estudos do filho, regressou à Póvoa de Lanhoso, onde se estabeleceu com uma casa comercial chamada "Loja do Povo". Pouco tempo depois, porém, fez o curso de solicitadores em Lisboa, passando a exercer essa profissão na sua terra.
No dia 14 de Maio de 1896, vem a casar-se com Maria Emília do Patrocínio Barbosa Bastos, filha de um rico comerciante de Lanhoso, com quem teve cinco filhos. Três deles morreram de tenra idade. A esposa viria a falecer, também, em 12 de Dezembro de 1902.
Em 1905 voltaria a casar-se com Maria Glória Ferreira Sampaio. Mas também este casamente seria breve: a segunda esposa morreria de doença pulmonar menos de um ano após o casamento.
Passou então a dedicar-se ao jornalismo, tendo fundado vários jornais ("A Póvoa de Lanhoso", "O Povo de Lanhoso" e "A Gazeta Democrática") e dirigido outros ("A Maria da Fonte").
Anos mais tarde, concorreu ao lugar de Escrivão Direito, profissão que desempenhou nas comarcas de Cabeceiras de Basto, Esposende e Vieira do Minho.
Faleceu na Póvoa de Lanhoso no dia 13 de Dezembro de 1947, de insuficiência cardíaca.
Nos anos 90 do século XX, o seu nome viria a ser atribuído a uma rua do seu município natal.
Em 2004, a Editorial Ave Rara  viria a reeditar o seu opúsculo "Maria Luísa Balaio ou a Maria da Fonte". Em 2007, ainda com chancela da mesma editora, foi publicada, com o título "Paixão Bastos (1870-1947) — Vida e Obra de um Escritor da Província", a sua biografia, da autoria de José Abílio Coelho.

## Obras
A sua faceta mais conhecida foi, contudo, a de escritor, tendo publicado:
- Abraços e Beijos (1905),
- Alma em Lágrimas (sem data),
- No Coração do Minho;
- A Póvoa de Lanhoso Histórica e Ilustrada (1905),
- Maria Luísa Balaio ou A Maria da Fonte (1946) e
- História de Santa Cristina de Bragança (sem data).